# Яланец (посёлок, Бершадский район)
Яланец (укр. Яланець) — посёлок на Украине, находится в Бершадском районе Винницкой области.
Посёлок образовался вокруг станции Яланец-2 узкоколейной железной дороги Рудница — Голованевск.
Код КОАТУУ — 0520488606. Население по переписи 2001 года составляет 7 человек. Почтовый индекс — 24460. Телефонный код — 4352.

## Адрес местного совета
24460, Винницкая область, Бершадский р-н, с. Яланец, ул. Центральная, 39